# 天月愛
天月 愛（あまつき あい、1995年〈平成7年〉1月2日 - ）は、日本のグラビアアイドル。富山県出身。アイエス・フィールド所属。
デビュー当初は松白 愛（まつしろ あい）名義で活動していた。

## 経歴
大学卒業後、テレビ制作会社でバラエティ番組のAD（アシスタントディレクター）として約3〜4年勤務したのち、2022年にグラビアアイドルとしてデビュー。当初はEllaプロモーションに所属し、松白愛名義で活動を開始。
2022年9月、イーネット・フロンティアより1stイメージDVD『IMPACT－真っ白な愛－』をリリース。2023年4月には2nd DVD『真っ白な気持ち』を発表し、グラビア誌やイベントでも注目される存在となった。
2024年1月、『神の恵み』リリース。同月には芸名を「天月 愛」へ変更し、所属事務所もアイエス・フィールドに移籍したことを自身のSNSで発表。 
2024年5月には改名後初のイメージDVD『ADと恋してみる？』を発売した。

## 作品

### イメージDVD
松白愛 名義
- IMPACT－真っ白な愛－（2022年9月22日、イーネット・フロンティア）[5]
- 真っ白な気持ち（2023年4月26日、スパイスビジュアル）[6]
- 神の恵み（2024年1月30日、エアーコントロール）[7]

天月愛 名義
- ADと恋してみる？（2024年5月24日、竹書房）[8]
- ボクの彼女のバグった距離感（2025年4月22日、エアーコントロール）[9]

### デジタル写真集
松白愛 名義
- 大爆乳ニット（2023年6月23日、グラビア学園）
- けもの耳ビキニフレンド（2023年6月30日、グラビア学園）
- 浴衣＆競泳水着（2023年7月7日、グラビア学園）
- 週刊GIRLS-PEDIA 036（2023年10月1日、KADOKAWA）[10]
- 自撮り写真集（2023年11月3日、グラビア学園）

天月愛 名義
- 国宝Jカップ（2024年6月7日、竹書房［Bamboo e-Book］）
- あまぱい宣言（2024年6月7日、竹書房［Bamboo e-Book］）
- AD恋愛白書（2024年6月7日、竹書房［Bamboo e-Book］）

## メディア出演
- ABEMA『ヒロミ・指原の“恋のお世話始めました”』出演（2023年8月）

- 『週刊SPA！』2023年6月13日号（撮り下ろしグラビア）

- 『よゐこ有野のノーギャラジオ』#3、YouTube、松白愛名義

- 『ノブコブ吉村のラブヶ原〜世紀の合コン大合戦〜』 BSよしもと、2023年4月15日、松白愛名義

- 『やばい！少女に囲まれた！』スマートフォン向けRPG、2025年コラボ出演

- その他、モデルプレス[11]、テレビジョン[12]、ライブドアニュース[13]等にて特集・紹介。